# رونالد مانينغ فيلدينغ
رونالد مانينغ فيلدينغ هو قاضي وسياسي كندي، ولد في 7 أكتوبر 1896 في كندا، وتوفي في 1 مارس 1972 في الولايات المتحدة. حزبياً، نشط في الحزب الليبرالي في نوفا سكوشا ‏.